# Jean-Claude Boulard
Jean-Claude Boulard (Nantes, 28 de março de 1943 – Le Mans, 1 de junho de 2018) foi um político francês. 

## Carreira
Ele foi Prefeito de Le Mans, a partir de 2001, até a sua morte (2018), e Senador no período de 2014 a 2017, e Vice a partir de 1988 a 1993 e de 1997 a 2002.

## Início da vida
Nascido em Nantes, em 28 de março de 1943, para o artista Jean Boulard e sua esposa Martha Savoyant-Boulard. Sua família mudou-se para Saint-Marceau, de Sarthe, e mais tarde em Paris. Boulard se formou a partir de Lycée Henri-IV e participou de Sciences Po, onde estudou sociologia e etnologia.

## Morte
Jean-Claude caiu doente no início de 2018, e morreu em 1 de junho de 2018, com 75 anos.